# Фейлетон
Фейлето́н (фр. feuilleton — «аркушик») — сатиричний жанр художньо-публіцистичної літератури, що висміює негативні явища в суспільному житті.

## Історія виникнення
Термін виник на початку XIX століття. У 1800 р. у Франції видавець газети «Journal des Débats» став випускати додатковий листок-додаток до газети, який спочатку заповнювався театральною хронікою, а потім в 1803 змінив формат своєї газети — подовжив його донизу, і ця додаткова частина, відокремлена від газети «лінією відрізу» (білим пропуском), стала називатися «фейлетон».

## Значення
Надалі термін отримав подвійне значення: 1) літературний матеріал «підвалу» газети; 2) літературний твір малої форми публіцистично-злободенного характеру, поміщений або у фейлетоні газети, або в додаткових частинах журналу (огляд, суміш). Саме в останньому значенні цей термін закріплюється і пізніше отримує дуже широке поширення у Франції, потім у Німеччині і в Росії, де фейлетон віднайшовся у своїй іманентній властивості, коли певна гостроактуальна подія набувала гумористичної чи сатиричної інтерпретації.

## Жанрові особливості
Межуючи з художньою літературою, фейлетон користувався багатством її зображально-виражальних засобів (гіпербола, гротеск, каламбур тощо), мав власні різновиди — документальний (зображення конкретних осіб і фактів) та проблемний (порушення важливих громадських питань).

## Фейлетон в українській літературі
Одним із засновників українського фейлетону вважається Володимир Самійленко. Цей жанр набув великого поширення в періодичній пресі, розкрив внутрішні можливості у творчості Костя Котка, Остапа Вишні, Степана Олійника, Євгена Дудара та інших.